# قلعه عسگرآباد
قلعه عسگرآباد مربوط به اواخر دوره قاجار است و در شهرستان ارومیه، بخش نازلو، روستای عسگر آباد واقع شده و این اثر در تاریخ ۲۵ آبان ۱۳۸۷ با شمارهٔ ثبت ۲۳۶۱۱ به‌عنوان یکی از آثار ملی ایران به ثبت رسیده‌است.